# Ukkelse Skæghøns
Ukkelse Skæghøns (også kendt under navnet Millefleurs stavet på flere forskellige måder) er en dværghønserace, der stammer fra Belgien (og opkaldt efter byen Ukkels nær Bruxelles). Racen blev skabt ved at krydse fodbefjerede dværghøns med Antwerpener Skæghøns. Racen kræver ly mod regn, og den skal være sikret mod mudder, da dens fødder er befjerede. Racens fjerdragt kræver ekstra pleje, men på trods af dette er racen yderst populær.
Hanen vejer 0,7-0,8 kg og hønen vejer 0,55-0,65 kg. De lægger hvide æg. Racen findes ikke i en stor form og klassificeres derfor som en urdværg.

## Farvevariationer
- Millefleur(orangerød grundfarve, hvorefter fjerfarven er sort, og fjerspidserne er hvide)
- Lavendelfarvet
- Porcelænsfarvet
- Sort hvidplettet
- Hvid
- Blå